# Ravine du Chaudron
La ravine du Chaudron est une ravine de l'île de La Réunion, un département d'outre-mer français de l'océan Indien. Généralement à sec, le cours d'eau auquel elle sert de lit s'écoule après les fortes pluies du sud vers le nord sur le territoire de la commune de Saint-Denis. En amont, il forme une chute d'eau remarquable, la cascade du Chaudron.